# 流動食
流動食（りゅうどうしょく）は、主に乳児、あるいは成人の重体疾患者用の食事である。

## 概要
一般家庭では牛乳、果汁、重湯（おもゆ）、卵黄・卵白、スープ類などが利用され、乳児の離乳食や、成人が消化器等の疾患の際に治療食として使用する。しかし、これだけでは栄養不足になることが多いので、更にエネルギーを発することができる濃厚流動食や軟菜食と併用することが望ましい。
病院向けには胃瘻など経管での摂取が必要な患者用に液体流動食・経腸栄養剤が開発されている。これらは栄養価や成分を調整し一回分がパック化されているため、多数の患者の摂取状況を管理しやすい。